# Chris Horner
Christopher Lee "Chris" Horner (nascido em 23 de outubro de 1971) é um ciclista profissional norte-americano que competiu no ciclismo nos Jogos Olímpicos de Verão de 2012, representando os Estados Unidos. Em 2013, com 42 anos, foi o vencedor da Volta a Espanha, uma das três "Grandes Voltas".